# Maria Marconi
Maria Marconi (Roma, 18 de novembro de 1991) é uma saltadora italiana, especialista no trampolim.

## Carreira
Participou das Olimpíadas de 2000, 2008 e 2016.

### Rio 2016
Maria Marconi representou seu país nos Jogos Olímpicos de Verão de 2016, na qual ficou em 19º lugar no trampolim individual. 